# Семизьян, Михаил Савельевич
Михаил Савельевич Семизьян (14 июля 1956, Новороссийск) — советский футболист, нападающий, защитник, тренер. Мастер спорта СССР.

## Биография
Начинал заниматься футболом в новороссийской ФШМ, тренер Иван Шерехов. В 1970 году местная команда мастеров была расформирована, и Семизьян год занимался лёгкой атлетикой у тренера И. К. Пасечного. Затем играл под руководством Аведиса Ватульяна в юношеской команде в первенстве Краснодарского края. После окончания школы работал в лесном порту, в составе команды порта дважды чемпион Краснодарского края. После возрождения «Цемента» в 1978 году выступал за команду во второй лиге до 1988 года включительно. Начинал играть на позиции нападающего, в 1983 году с 8 мячами стал лучшим бомбардиром команды; затем стал играть крайним защитником. В 1988 году по одной версии стал чемпионом РСФСР и победителем зонального чемпионата второй лиги, по другой — на тот момент Семьзьяна в команде не было, так как он в 1987 году получил серьёзную травму колена.
Провёл за «Цемент» 326 матчей, забил 32 гола. В 1988 году, проведя в команде 10 сезонов, был удостоен звания мастера спорта.
В 1989—1991 годах во второй и второй низшей лигах играл за тверсую «Волгу». В 1992—1997 годах выступал за крымские клубы «Альтрос» и «Заря», в составе которых становился вице-чемпионом Краснодарского края в 1992 и 1995—1997 годах.
С 1998 года — тренер в ДЮСШ «Черноморец».
Сын Александр также футболист.